# Jay Sirtl

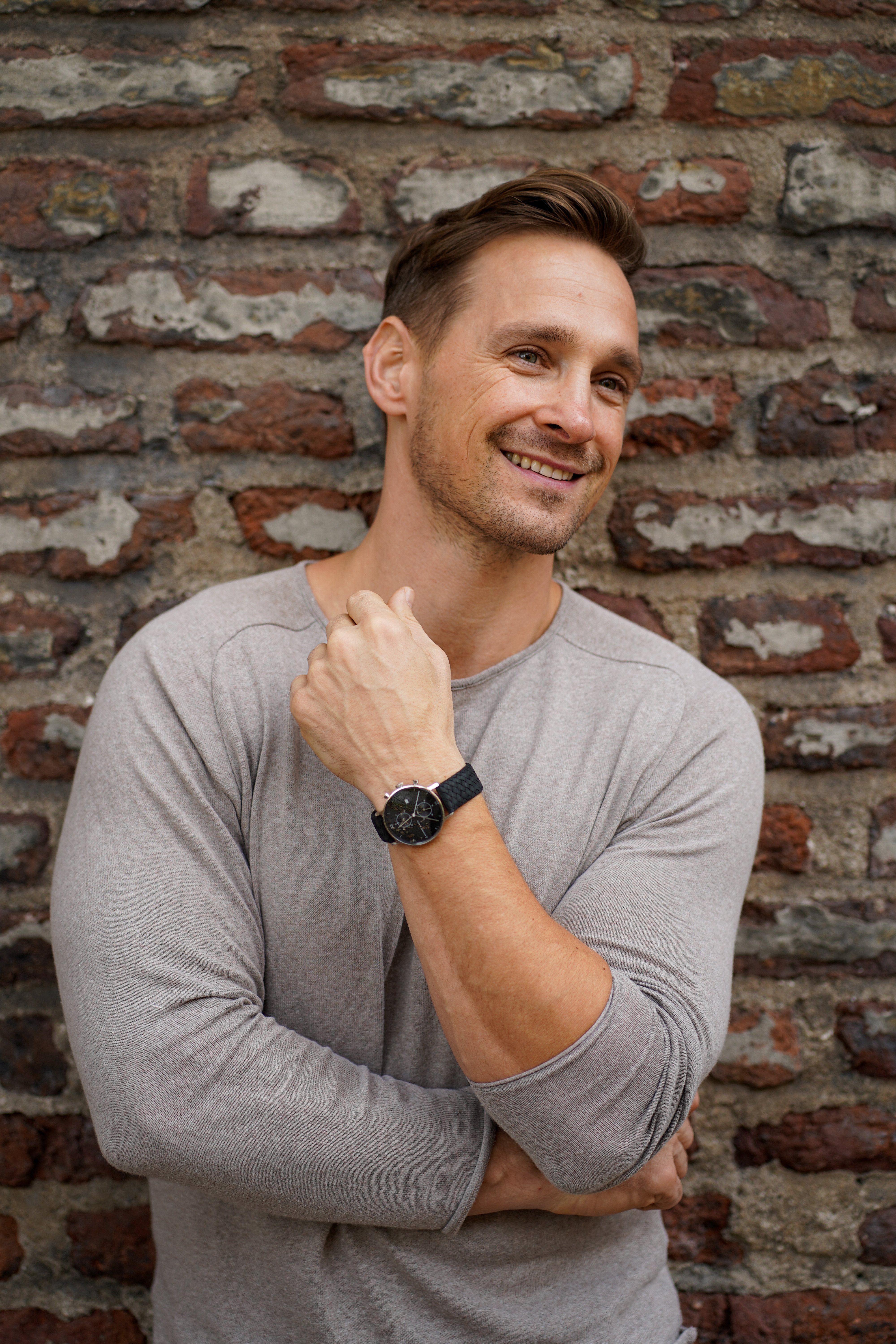
Jay Sirtl (2021)

Jay Sirtl (* 17. Januar 1978 in Selb als Jörg Sirtl) ist ein deutscher Schauspieler. Er ist bekannt aus der Serie Köln 50667.

## Leben
Jay Sirtl wurde in Selb geboren und wuchs dort mit seinem Zwillingsbruder Sascha  und seinem älteren Bruder Marco  auf.
1999 wanderte er in die USA aus. Dort wurde er in Miami als Model entdeckt. In dieser Zeit arbeitete er als Foto- und Werbemodel in New York City, Mailand, Paris, Los Angeles und Miami für Marken wie Nike, Armani, Salvatore Ferragamo und Becks. So drehte er zum Beispiel mit der US-amerikanischen Tennisspielerin Serena Williams für Nike einen Werbespot, welcher weltweit ausgestrahlt wurde.
Daraufhin zog er nach Los Angeles und begann eine Schauspielkarriere. Er stand für mehrere Serien, Soaps und Filme vor der Kamera, unter anderem als ein deutscher Fitnesstrainer bei O.C., California (einer US-amerikanischen Fernsehserie aus den Jahren 2003–2007), Born, United 300 (MTV Movie Award Winner, beste Film-Parodie) und Passions.
Nebenbei ging er seiner Leidenschaft dem Kochen nach und absolvierte in Los Angeles bei der Hollywood Kitchen Academy sein Diploma in Culinary Arts.
Zurück in Deutschland spielte er in den Jahren 2014–2015 in der Reality-Seifenoper Köln 50667, des Fernsehsenders RTL II, die Rolle Marc Straubinger. Als Gastdarsteller konnte man ihn 2015 bei Gute Zeiten, schlechte Zeiten und Mila sehen.
Ende 2019 fand er zurück zur Filmpool Produktion Köln 50667. Als Hauptdarsteller verkörpert er die Rolle Ben Straubinger, der Zwillingsbruder von Marc Straubinger. Den hatte zuvor Sirtls eigener Zwillingsbruder Sascha gespielt.
2020 unterstützte Jay Sirtl das 25. Jubiläum des RTL-Spendenmarathon, indem er Spendenanrufe entgegennahm.

## Filmografie
- 2005: Passions (Fernsehserie)
- 2006: O.C California (Fernsehserie)
- 2007: Born (Film)
- 2007: United 300 (MTV Movie Award Winner, Beste Film-Parodie)
- 2014–2015: Köln 50667 Folge 279–539  (Fernsehserie)
- 2015: Mila (Fernsehserie)
- 2015: GZSZ (Fernsehserie)
- seit 2019: Köln 50667 Folge 1773- (Fernsehserie)
- 2023: Kampf der Realitystars – Schiffbruch am Traumstrand (Realityshow)